# Adlerfregattvogel
Der Adlerfregattvogel (Fregata aquila) ist ein Seevogel aus der Familie der Fregattvögel. Er ist endemisch auf der Ascension benachbarten kleinen Insel Boatswain Bird Island im Südatlantik.

## Beschreibung

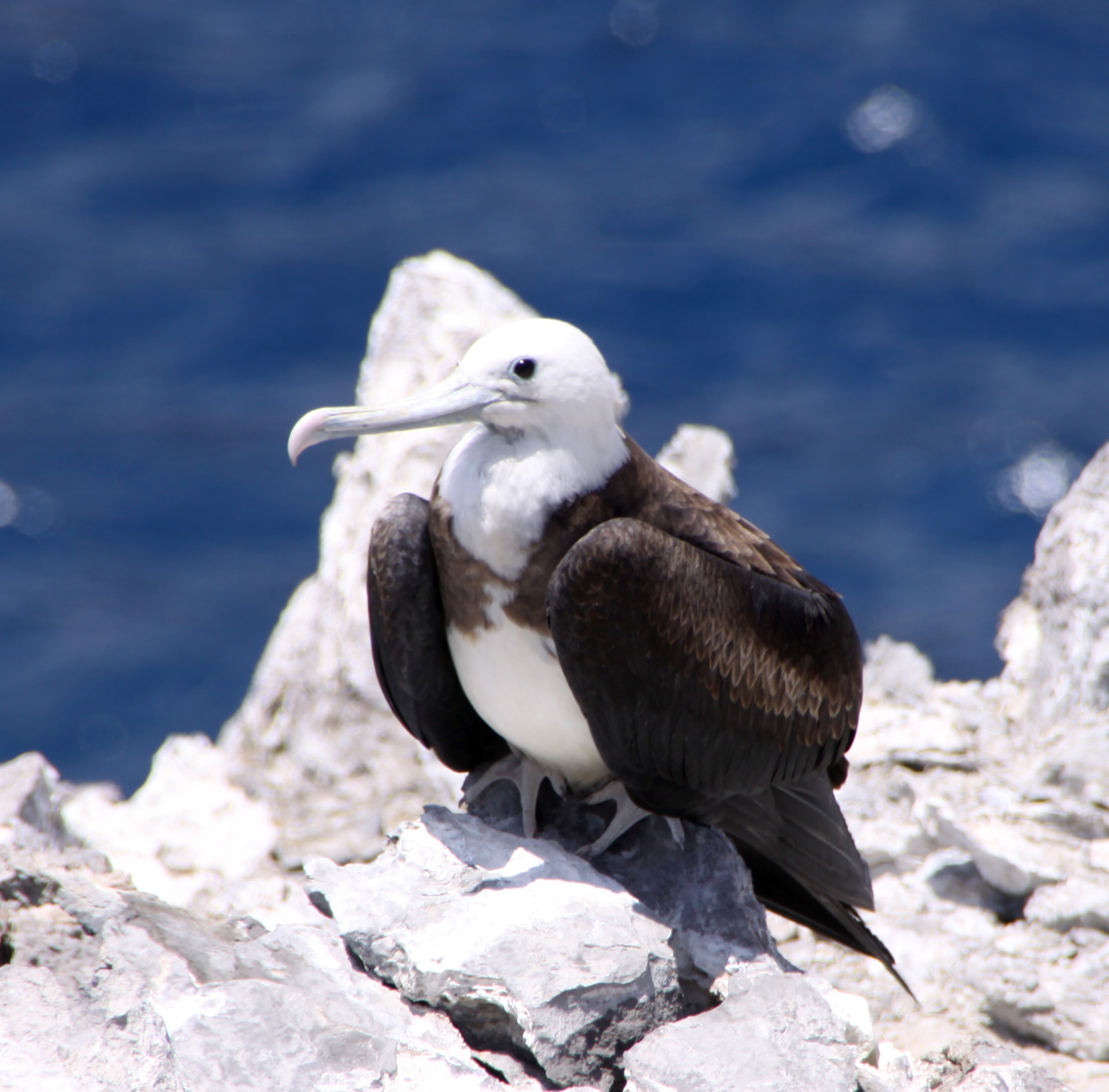
Weiblicher Adlerfregattvogel

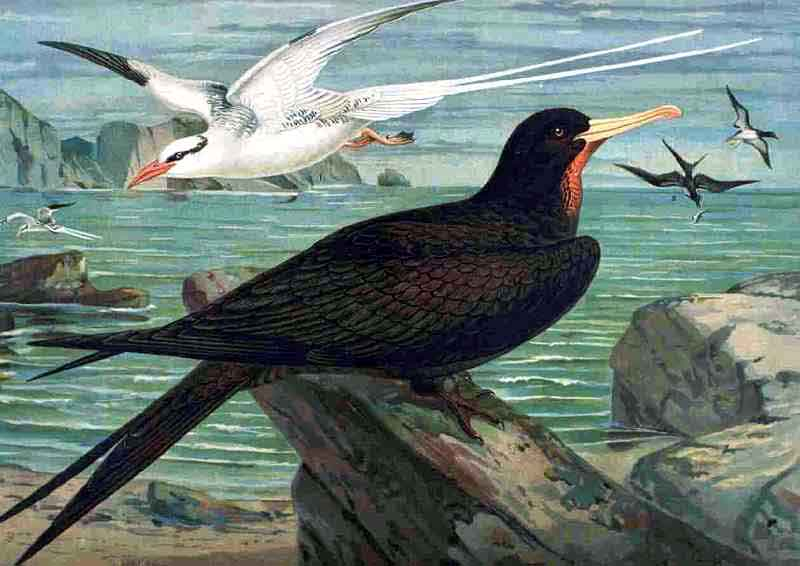
Adlerfregattvogel, Illustration

Der Adlerfregattvogel erreicht eine Länge von 89 bis 96 Zentimetern. Er hat eine Flügelspannweite von 200 Zentimetern und einen langen, gegabelten Schwanz. Das Gefieder des erwachsenen Männchens ist überwiegend schwarz. Der Kopf ist schwarz mit einem grünlichen Schimmer. Des Weiteren ist er durch lange Mantelfedern und einen stark vergrößerten hellroten Kehlsack charakterisiert, der während der Balz ballonartig aufgebläht wird. Das Weibchen ist dunkelbraun mit rötlichbrauner Kragen- und Brustfärbung. Die Jungen sehen dem Weibchen ähnlich, haben aber einen weißen Kopf.

## Verbreitung
Das einzige Brutgebiet befindet sich auf Boatswain Bird Island, einer Felseninsel etwa 305 m nordöstlich von Ascension.

## Lebensweise
Der Adlerfregattvogel ernährt sich überwiegend von Fliegenden Fischen wie Cypselurus, Hirundichthys oder Schwalbenfischen (Exocoetus volitans), die er an der Wasseroberfläche fängt. Frischgeschlüpfte Suppenschildkröten (Chelonia mydas) werden ebenfalls gefressen. Die Paarungszeit ist nicht auf eine bestimmte Jahreszeit beschränkt, erreicht aber im Oktober ihren Höhepunkt. Es wird ein Ei gelegt.

## Gefährdung
Bis ins frühe 19. Jahrhundert brütete der Adlerfregattvogel auch auf Ascension selbst. Ab 1815 dezimierten Katzen und Ratten die Bestände so stark, dass Boatswain Bird Island das letzte Rückzugsgebiet für die Art wurde. Nach einem Artenschutzprogramm ist Ascension seit 2006 frei von Katzen, die Population hat sich seitdem auf der Insel deutlich erhöht.  Heute geht die Hauptgefährdung von der Langleinen-Fischerei aus.
Die Gesamtpopulation wird auf etwa 25.000 bis 32.000 Individuen geschätzt, davon etwa 17.000 bis 21.000 ausgewachsenen Vögel.